# Виборчий округ 35
Виборчий округ 35 — виборчий округ в Дніпропетровській області. В сучасному вигляді був утворений 28 квітня 2012 постановою ЦВК №82 (до цього моменту існувала інша система виборчих округів). Окружна виборча комісія цього округу розташовується в приміщенні Нікопольської районної ради за адресою м. Нікополь, вул. Шевченка, 130.
До складу округу входять міста Нікополь і Покров, а також Нікопольський район. Виборчий округ 35 межує з округом 40 на північному сході і на сході, з округом 79 на півдні, з округом 185 на південному заході та з округом 37 на заході і на північному заході. Виборчий округ №35 складається з виборчих дільниць під номерами 120264-120294, 120737-120796 та 120831-120852.

## Народні депутати від округу
| Ім'я                   | Фото | Партія          | Скликання | Дата набуття повноважень | Дата припинення повноважень |
| ---------------------- | ---- | --------------- | --------- | ------------------------ | --------------------------- |
| Шипко Андрій Федорович |      | Партія регіонів | 7-ме      | 12 грудня 2012           | 27 листопада 2014           |
| Шипко Андрій Федорович |      | самовисуванець  | 8-ме      | 27 листопада 2014        | 29 серпня 2019              |
| Герман Денис Вадимович |      | Слуга народу    | 9-те      | 29 серпня 2019           |                             |

## Результати виборів

### Парламентські

#### 2019
Кандидати-мажоритарники:
- Герман Денис Вадимович (Слуга народу)
- Шипко Андрій Федорович (самовисування)
- Мацко Юрій Юрійович (Опозиційна платформа — За життя)
- Бичков Дмитро Олександрович (самовисування)
- Сотула Олександра Федорівна (Батьківщина)
- Сокол Юрій Олександрович (Європейська Солідарність)
- Поперечнюк Михайло Михайлович (Самопоміч)
- Католік Павло Леонідович (Сила і честь)
- Носевич Людмила Володимирівна (Свобода)
- Баранов Родіон Романович (самовисування)

#### 2014
Кандидати-мажоритарники:
- Шипко Андрій Федорович (самовисування)
- Старун Сергій Володимирович (самовисування)
- Бичков Дмитро Олександрович (Народний фронт)
- Колесник Вадим Геннадійович (самовисування)
- Пасхалов Сергій Олександрович (Блок Петра Порошенка)
- Лиханський Віктор Олександрович (Батьківщина)
- Євтушенко Володимир Олексійович (самовисування)
- Токар Руслан Іванович (самовисування)
- Шипко Олег Вікторович (самовисування)
- Тихон Олександр Володимирович (Радикальна партія)
- Баландін Сергій Вікторович (самовисування)
- Олійник Руслан Юрійович (самовисування)
- Просянко Олександр Вікторович (Заступ)
- Базилюк Іван Іванович (Сильна Україна)
- Рудик Володимир Михайлович (самовисування)
- Рижков Євген Миколайович (самовисування)
- Кучерук Олександр Миколайович (Національна демократична партія України)
- Єрмаков Тарас Євгенійович (самовисування)

#### 2012
Кандидати-мажоритарники:
- Шипко Андрій Федорович (Партія регіонів)
- Євтушенко Володимир Олексійович (Батьківщина)
- Нагнибіда Наталя Олександрівна (УДАР)
- Дніпровський Олександр Борисович (Комуністична партія України)
- Рижков Євген Миколайович (Народна партія)
- Мимриков Олександр Петрович (самовисування)
- Арутюнова Наталя Миколаївна (Україна — Вперед!)
- Поперечнюк Михайло Федорович (самовисування)
- Лучинська Алла Михайлівна (самовисування)
- Корнієнко Олена Валеріївна (Нова політика)

## Явка
Явка виборців на окрузі: